# 永豐棧酒店
永豐棧酒店（英語：Tempus Hotel）為臺中市的五星級飯店之一，由臺中市何厝望族後裔何豐棧創立，位於臺灣大道上、長榮桂冠酒店的對面（另有大墩館位在大墩二十街）。2016年9月獲得交通部觀光局星級旅館評鑑評選為五星級。

## 交通
台中市公車
- 台灣大道幹線頂何厝站：300、301、302、303、304、305、306、307、308
- 頂何厝（臺灣大道）：48、57、77、79、83、86、88、168、169
- 永豐棧酒店：70、127、199

週邊道路
- 臺灣大道
- 東興路／漢口路

## 外部連結
- 永豐棧酒店 （页面存档备份，存于）
  - 永豐棧酒店TEMPUS HOTEL TAICHUNG的Facebook專頁
- 永豐棧酒店 臺灣旅宿網 （页面存档备份，存于）
- 永豐棧酒店(大墩店) 臺灣旅宿網 （页面存档备份，存于）